# Ahelaid
Ahelaid, conosciuta anche come Hakilaid, è una piccola isola disabitata dell'Estonia situata nel Mar Baltico, a sudest dell'isola di Hiiumaa.

## Geografia
Ahelaid ha una superficie di 25 ettari ed è parte della Riserva naturale delle piccole isole della Regione di Hiiumaa. Si trova a 10,5 km dall'isola di Hiiumaa e a 6,5 km dall'isola di Muhu. Anche se è più vicina a quest'ultima isola, Ahelaid è amministrata come parte della contea di Hiiu, che comprende anche tutta l'isola di Hiiuma.
Vicino ad Ahelaid ci sono alcuni piccoli isolotti chiamati Aherahu, Ankrurahu (che presenta un po' di vegetazione), Luigerahu e, infine, qualche minuscola colonna di roccia che emerge dal mare chiamate Kajakarahud.
L'altitudine media dell'isola è sotto i 2 metri e il punto più alto raggiunge i 4,6 metri sopra il livello del mare.

## Fauna
Ogni anno circa 45 specie di uccelli nidificano su questa isola, incluse i forapaglie, le sterne artiche e le sterpazzole.

## Nome
L'isola è conosciuta anche come Hakilaid, nome che deriva probabilmente dall'eredone comune, una specie di anatra marina molto diffusa in questa zona e chiamata hahk in lingua estone.